# 魔法工學師
《魔法工學師》是日本小說家秋ぎつね創作的輕小說，最初是發表於小說投稿網站成為小說家吧的網路連載小說。改編漫畫於2017年8月開始連載。

## 簡介
在一個具有魔法的異世界，一個自動人偶在其創造者死後的千年，仍不斷的尋找魔法工學師的繼承人。當她發現二堂仁之後，將其招喚，也因此在二堂仁發生意外垂死前，救了他一命。自動人偶在完成招喚繼承人之後，一度崩壞。仁在繼承初代魔法工學師的一切後，修好了她，並命名為禮子。但是一開始禮子並沒有啟動，仁在此時發現已經很久沒進食了，可是研究所內並沒有食物，帶著寶石欲作為生活費，使用傳送門欲前往都市，無奈經過千年，傳送門另一堆的接收端早已不復存在，仁因此被失控的傳送門轉移到凱納村的村外並且昏迷。自動人偶禮子在稍後啟動，發現仁已在研究所內消失，開始踏上尋找仁的旅途。人在清醒後，發現被凱纳村的居民所救，所以就先在凱納村定居，並為了改善居民的生活，開發出一堆東西。

## 登場人物
- 以台版現行內容為主。

### 主要人物
二堂·仁
主角，童顏，被招喚時20歲（生日跟來到異世界的日期一樣都是4月1日）。現代日本人，孤兒，在孤兒院長大。第一卷因為在職場過勞，在意外慘死(掉入裝有溶化的鐵漿的盛鋼桶)前，被自動人偶招喚到異世界。之後繼承千年前的初代魔法工學師所遺留的一切。在修好自動人偶禮子之後，因為研究所內沒有食物，而經由研究所內的傳送門欲前往都市，可是因為傳送門失控，被傳送到凱納村村外。第二卷仁來到布魯蘭德，為了採買東西而走到了一個攤販看到桌上的東西沒有惡意的把心中所想的一句『好寒酸』不小心說了出來，結果攤販的紅髮女子生氣的盯著他說『你說什麼！』，所以相遇的兩人會擦出什麼樣的火花呢？
禮子
第一卷的說明：由千年前的初代魔法工學師所製作的自動人偶，在招喚二堂·仁之後，一度崩壞。由仁修好後，命名為禮子。外表為10歲女孩，身高130公分、体重30公斤、黒髪、黒曜魔石的眼睛，控制核是全屬性虹色魔結晶。將仁稱為「父親大人」，將初代魔法工學師稱為「母親大人」。
第七卷的說明：傾注了仁的心血制造的心愛的女兒，無論是素材，加工法都使用了世界上最高級的東西，而且設計基盤還是上代的魔法工學師阿德瑞娜·巴博拉·伽奇的心血。
萊茵哈特
修洛皇國的魔法技師、外交官。哥雷姆（黑騎士、羅蕾萊）的製作者。
艾爾莎
16歲，身高160公分、體重40公斤、三圍79、54、80。她是萊茵哈特的堂妹。

### 克萊茵王國

#### 凱納村
漢娜
8歲幼女，身高121公分、体重19公斤，父母雙亡。在凱納村的村口撿到因為傳送門失控而到達凱納村的二堂·仁。
瑪莎
漢娜的祖母。已過世的丈夫是鐵匠。
吉貝克
凱納村的村長。
芭芭拉
村長的姪女，戀人是拉格蘭商會的艾利克。
洛克
村民。

#### 王都
莉希雅·法爾海特
王國的新貴族，前往凱納村的徵稅官。15歲，身高155公分、体重40公斤、三圍79、54、77。
羅蘭度
拉格蘭商會的業務，拉格蘭商會長的女婿，每2個月行商到凱納村一次。
艾利克
羅蘭度之子，拉格蘭商會的技術主任，戀人是凱納村的芭芭拉。
亞洛伊斯三世
克萊茵王國的國王。

### 埃吉利亞王國
碧娜
在第二冊登場的魔法工作士(封面人物)，16歲赤髮、身高157公分、体重40公斤、三圍78、55、79。
娜娜
碧娜的妹妹，初登場時臥病在床。
拉爾德
碧娜的弟弟，初登場時臥病在床。
庫茲瑪伯爵
以農場與牧場為領地。萊茵哈特的好友。後來迎娶平民碧娜為妻。
葛拉納伯爵
以礦場為領地。在第二冊中，意圖向碧娜伸出鹹豬手的肥豬。
哈羅德•盧安•奧特古雷斯•埃吉利亞
埃吉利亞王國國王。
歐內斯特•瑞姆•安德魯
埃吉利亞王國的第三王子。

### 艾利亞斯王國
瑪希亞
在第三冊登場的造船工(封面人物)，23歲金髮藍眼、身高169公分、体重55公斤、三圍89、58、87。
瓦倫鐵諾•德•哈德森
哈德森侯爵的三子，一副高高在上，表現的裝模作樣，身高180公分、體重65公斤，出場時24歲。
在第三冊中，曾經要求瑪希亞成為他的小妾，實際上是走私的犯罪者，和秘密組織有著連繫。
在第四冊中，宣言向害他被通緝的主角報復，使用從秘密組織得到有特殊功能的哥雷姆，但是被主角破解後失敗。

### 歇洛亞王國
多米尼克
歇洛亞王國特使，出場時２７歳，及腰的金髮、碧眼，身高170公分、體重59公斤、三圍88、54、85。和艾利亞斯王國的翡冷翠侯爵同名。
在第五冊中，是哥雷姆園遊會事件的犯人，曾經承認自己是統一黨。

### 其他
阿德瑞娜·巴博拉·伽奇
千年前的初代魔法工學師。女性，2340年生，92歳歿。

## 用語

### 地點
蓬萊島
研究所所在的島嶼（小說第一冊），島的中央有高度約3300公尺的圓錐形休眠火山，研究所約在海拔1000公尺的位置。
克萊茵王國
凱納村（カイナ村）
歇洛亞王國
與克萊茵王國相鄰並且敵對
埃吉利亞王國
經濟中心的城塞都市布魯蘭德（小說第二冊）
艾利亞斯王國
在大陸的南方，首都柏爾吉亞，王國的南方有港都波特洛克（小說第三冊）
雷納德王國
修洛皇國
崑崙島
位於大陸與蓬萊島之間的無人島嶼（小說第四冊），被仁用來作為偽裝的住所。

### 製作物
第1冊
自動人偶（禮子）、哥雷姆女僕（紅晶、藍晶、黃晶、綠晶、紫晶）、哥雷姆馬、哥雷姆（哥恩、蓋恩）、抽水機、篩子、溫泉、橡膠球、水槍、瓦斯爐
第2冊
打火機、冰箱、溫水器、爆米花機、自動人偶（禮子的部下：索雷優、露娜）、哥雷姆（滑翔機）、哥雷姆女僕（原本的5隻都晉升為隊長，新增各自的部下：紅晶1～10、藍晶1～10、黃晶1～10、綠晶1～10、紫晶1～10）
第3冊
自動人偶（阿洛）、人偶模型、水輪（雙體船的推進動力）
第4冊
飛機（信天翁，31架）、三體船（氫水I，31架）、風箏、蒸餾器、哥雷姆女僕（紅晶11～100、藍晶11～100、黃晶11～100、綠晶11～100、紫晶11～100）、三軍哥雷姆（天空1～100、海洋1～100、陸地1～100）、防護戒指、防守戒指、從屬哥雷姆（索雷優的部下：星行1～5、露娜的部下：星衛1～5）、日本刀（櫻花）、洋芋片、淨化的水壺

## 出版書籍

### 小說
| 集數 | Media Factory  | Media Factory          | 台灣角川           | 台灣角川               |
| 集數 | 發售日期       | ISBN                   | 發售日期           | ISBN                   |
| ---- | -------------- | ---------------------- | ------------------ | ---------------------- |
| 1    | 2013年11月25日 | ISBN 978-4-04-066095-0 | 2014年9月18日      | ISBN 978-986-366-116-0 |
| 2    | 2014年3月25日  | ISBN 978-4-04-066394-4 | 2015年3月21日      | ISBN 978-986-366-305-8 |
| 3    | 2014年9月25日  | ISBN 978-4-04-066997-7 | 2015年9月19日      | ISBN 978-986-366-709-4 |
| 4    | 2014年12月25日 | ISBN 978-4-04-067321-9 | 2016年3月24日      | ISBN 978-986-366-991-3 |
| 5    | 2015年3月25日  | ISBN 978-4-04-067486-5 | 2016年6月13日      | ISBN 978-986-473-131-2 |
| 6    | 2015年7月24日  | ISBN 978-4-04-067725-5 | 2017年3月13日      | ISBN 978-986-473-556-3 |
| 7    | 2015年10月23日 | ISBN 978-4-04-067963-1 | 不再繼續代理中文版 |                        |
| 8    | 2016年2月25日  | ISBN 978-4-04-068123-8 |                    |                        |
| 9    | 2016年7月25日  | ISBN 978-4-04-068486-4 |                    |                        |
| 10   | 2016年11月25日 | ISBN 978-4-04-068746-9 |                    |                        |
| 11   | 2017年3月25日  | ISBN 978-4-04-069138-1 |                    |                        |
| 12   | 2017年7月25日  | ISBN 978-4-04-069356-9 |                    |                        |
| 13   | 2017年11月25日 | ISBN 978-4-04-069591-4 |                    |                        |
| 14   | 2018年2月24日  | ISBN 978-4-04-069728-4 |                    |                        |

### 漫畫
| 集數 | Media Factory | Media Factory          |
| 集數 | 發售日期      | ISBN                   |
| ---- | ------------- | ---------------------- |
| 1    | 2018年1月22日 | ISBN 978-4-04-069577-8 |
| 2    | 2018年7月23日 | ISBN 978-4-04-069971-4 |
| 3    | 2019年1月21日 | ISBN 978-4-04-065425-6 |
| 4    | 2019年7月22日 | ISBN 978-4-04-065823-0 |
| 5    | 2020年1月23日 | ISBN 978-4-04-064285-7 |
| 6    | 2020年7月22日 | ISBN 978-4-04-064760-9 |
| 7    | 2021年1月22日 | ISBN 978-4-04-680115-9 |

## 外部連結
- マギクラフト・マイスター - Web版小說（日語）
- マギクラフト・マイスター （页面存档备份，存于） - 紙本小說（MF Books）（日語）

1. ↑  . ComicWalker.   [2022-03-12]. （原始内容存档于2022-06-29） （日语）.